# Zwischensignal

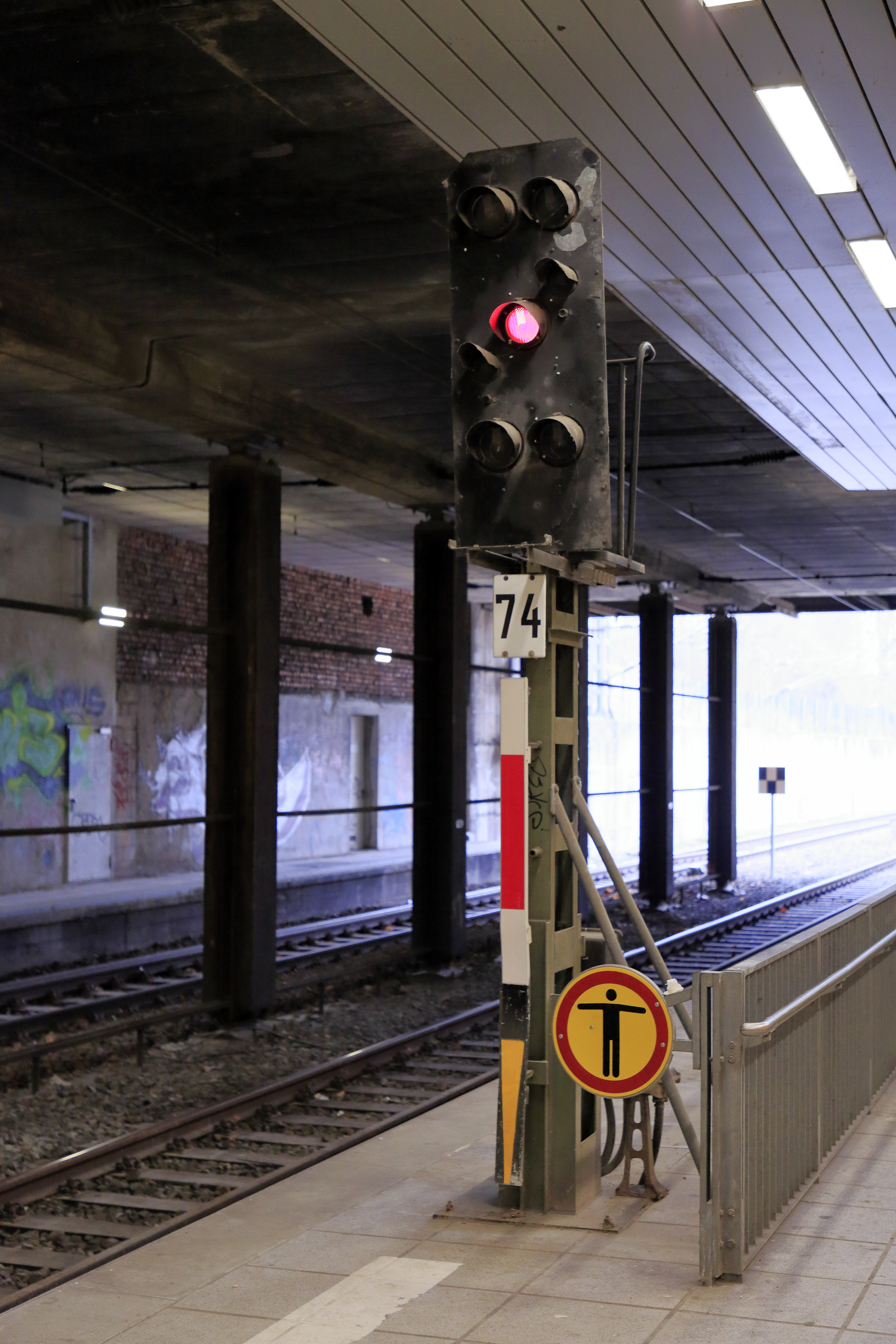
Zwischensignal im Bahnhof Halle-Neustadt, Zwischensignal 74, Hauptsignal (weiß-rot-weißes Mastschild) mit Vorsignalfunktion (gelbes Dreieck), Signalbegriff: Halt (Hp 0), 2022

Ein Zwischensignal (Abkürzung Zsig, früher Zwisig, in der Schweiz auch Gleisabschnittsignal) ist ein Eisenbahnsignal und gehört zu den Hauptsignalen. Es ist in ausgedehnten Bahnhofsbereichen zwischen Einfahrsignal und Ausfahrsignal aufgestellt und begrenzt einen Bahnhofsteil innerhalb des Bahnhofs.
Ihr anschließender Weichenbereich erstreckt sich bis zum nächsten Hauptsignal oder einem etwa davor liegenden – bei mehreren, am letzten – gewöhnlichen Halteplatz des Zuges. In manchen Konstellationen (z. B. bei einer abzweigenden Strecke) kann ein Zwischensignal in eine Richtung auch die Funktion eines Ausfahrsignals übernehmen. Im Buchfahrplan wird dies entsprechend dargestellt.
Mehrere Gleise können ein gemeinsames Gruppenzwischensignal statt jeweils einem eigenen Ausfahrsignal haben.